# شاهد ۲۷۴
شاهد ۲۷۴ بالگرد سبک و چندمنظوره‌ای است که در ایران با ترکیب قطعات چند بالگرد مختلف به ویژه بالگرد بل ۲۰۶ تولید شده‌است. گزارش شده که طراحی این بالگرد در سپاه پاسداران آغاز شده‌است. این بالگرد نخستین بار در دی ماه ۱۳۷۸ در تهران به نمایش درآمد و دو سال بعد در یک نمایشگاه هوایی در جزیره کیش به معرض نمایش گذاشته شد. در سال ۱۳۸۳ اعلام شد که قرار است ۲۰ فروند از این بالگرد تولید شود اما از آن پس اطلاعات دیگری در مورد آن منتشر نشده‌است.
در سال‌های بعد ایران بالگردهای مشابه دیگری را با نام‌های شاهد ۲۷۸  رونمایی کرد. مقامات ایران همچنین طراحی بالگرد دیگری به نام پنها شباویز ۲۰۶۱ را نیز اعلام کرده‌اند 